# Picnic en Hanging Rock (novela)
Picnic en Hanging Rock —originalmente en inglés: Picnic at Hanging Rock— es una novela de ficción histórica australiana escrita por Joan Lindsay. Situada en el año 1900, cuenta la historia de un grupo de alumnas en un internado escolar que desaparecen inexplicablemente en Hanging Rock ("Roca Colgante", en español) durante un pícnic el día de San Valentín. También explora los efectos que las desapariciones generan en la comunidad escolar y local. La novela fue primero publicada en 1967 en Australia por Cheshire Publishing y reeditada por Penguin Books en 1975. Es ampliamente considerada por críticos como una de las novelas australianas más importantes.
Su final irresuelto ha atraído al público, la crítica y el análisis erudito, e historia se ha incorporado al folclore nacional de Australia. Lindsay dijo haber escrito la novela en poco más de dos semanas en su casa Mulberry Hill en Baxter, en la península de Mornington, en Victoria, Australia, luego de una serie de sueños acerca de los acontecimientos.
Un capítulo final no publicado originalmente con la novela fue publicado póstumamente como un libro independiente en 1987, titulado The Secret of Hanging Rock e incluía un comentario crítico y una interpretación de los hechos de la novela. En 1980 se publicó otro libro titulado The Murders at Hanging Rock proponiendo diversas interpretaciones. 
La novela ha sido adaptada a diferentes formatos, entre ellos una aclamada película del director Peter Weir en el año 1975.